# フィアット・131
フィアット・131（Fiat 131 ）は、イタリアの自動車メーカー・フィアットが1974年から1984年まで生産した小型乗用車である。多くのモデルにはトリノ近郊にある131の生産工場所在地に因んで「ミラフィオーリ」というサブネームが付けられていた。

## 概要
1974年のトリノ・ショーで発表された131ミラフィオーリは 1966年に登場し、同年のヨーロッパ・カー・オブ・ザ・イヤーを受賞した成功作・ 124の忠実な後継車として誕生した。ボディタイプは124と同じ4ドアセダン・5ドアワゴン(ファミリアーレ)に加え、124にはなかった2ドアセダンも用意されたが、反面124に存在したクーペとスパイダーは用意されず、124スパイダーは結局1985年までピニンファリーナ2000スパイダーとして継続生産された。
131は当時としてはごくオーソドックスに設計された乗用車で、フィアット社内のデザインセンター(チェントロ・スティーレ)でデザインされたプレーンな3ボックスのモノコック構造の車体、FRレイアウト、固定式リアアクスルなどは当時として中庸の設計であった。124は当時の大衆的な小型乗用車としては異例にも4輪ディスクブレーキを装備していたが、131では後輪はドラムブレーキに戻されていた。
このように特徴の乏しい設計であった131だが、途中で追加されたスポーツモデルの「131 アバルト・ラリー」が世界ラリー選手権(WRC)で活躍、マルク・アレン、ティモ・サロネン、ワルター・ロールが1977年・1978年・1980年にそれぞれワールドチャンピオンになった。

## モデルの変遷
1978年と1981年にマイナーチェンジを受けて中期型(通称シリーズ2)・後期型(シリーズ3)に発展、1985年までに前輪駆動のリトモをベースにした3ボックスセダン・ワゴンのレガータに後を譲った。

### 初期型(シリーズ1・1974年-1978年)

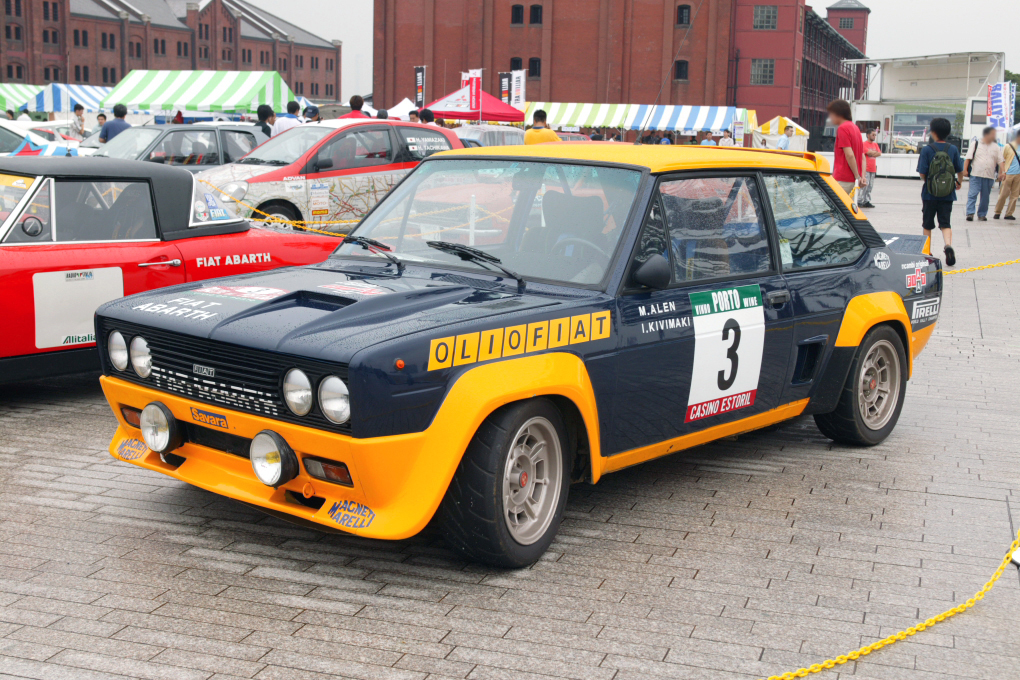
131アバルト・ラリーカー

当初用意されたエンジンは124と同じOHV 4気筒 1,297cc 65馬力または1,585cc 65馬力で、1,585ccモデルは「131S(スペシャル)」と呼ばれ丸型4灯式ヘッドライトで、1,297ccモデルの角型2灯式と区別されていた。なお、アメリカ向け輸出車には公害対策によって大幅にパワーダウンしたDOHC 1,585cc 83馬力エンジンが搭載され、名前も「フィアット・ブラーヴァ」(この名前は1990年代にイタリアで再度用いられた)に改められた。日本には1976年以降、当時の輸入代理店であったロイヤル・モータース及びその後を継いだ東邦モーターズによってこの仕様が「131S」の名で輸入された。
「131 アバルト・ラリー」は、すでにフィアットのモータースポーツ部門となっていたアバルトによって開発され、オーバーフェンダー、ボンネット、トランクリッドがFRPで、またドアの外パネルはアルミで軽量化、後輪サスペンションも専用設計の独立式マクファーソン･ストラットが与えられ、クーゲルフィッシャー製の機械式燃料噴射付きで215馬力以上を発揮した。
フィアットは、1976年この車両をWRCのグループ4に出場するためのホモロゲーションモデルとして400台のストラダーレを市販し、最終的には1000台以上が生産された。こちらは、タイヤは同じくピレリP7であるが195/50VR15と細くなり、クロモドラとアバルトのダブルネームの軽合金ホイール、室内は4人分の包み込まれるようなシートが与えられ、エンジンは同じ16バルブDOHC 1,995ccながらウエーバー34ADFにより140馬力にデチューンされていた。

### 中期型(シリーズ2・1978年-1980年)

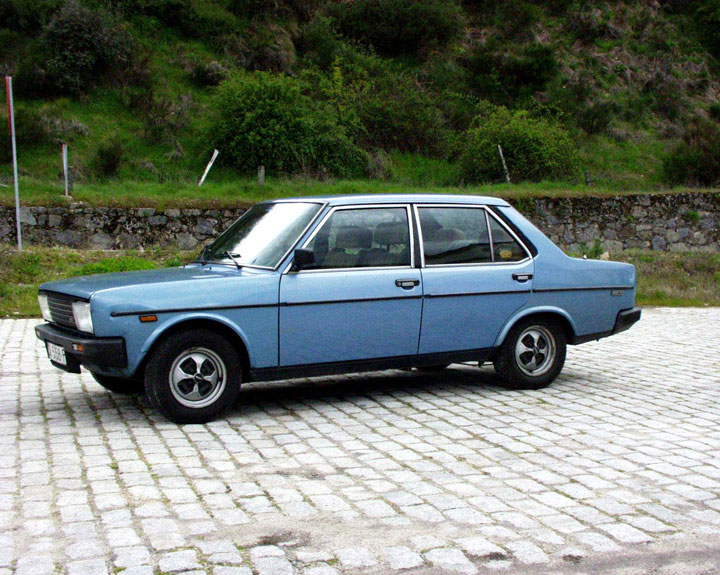
スペイン製セアト131スーパーミラフィオーリ

1978年にはマイナーチェンジを受け、外観はヘッドライトが大型の角型2灯式に改められ、テールライトも大型化、内装も従来の特徴のない旧式なデザインからスライド式のグローブボックスや個性的なメーターの文字盤を持つ特色あるものに変更され、全体的に高級感を増した。5ドアワゴンの名称は「パノラマ」に変更された。
また124時代の「スペシャルT」以来途絶えていたDOHCエンジン車が本国でも「スーパーミラフィオーリ」(4ドア)・「レーシング」(2ドア)の名前で復活した。スーパーミラフィオーリのDOHCエンジンは1,301cc 78馬力または1,585cc 96馬力であったのに対し、レーシングは1,995cc 115馬力を搭載、大小2つの丸型ヘッドライトを持つ専用グリル・オーバーフェンダー・5速ギアボックスを装備し、最高速度は180km/hに達した。同時に ディーゼルエンジン車も追加され、1,995cc 60馬力と2,445cc 72馬力が用意された。
日本市場には東邦モーターズによって対米仕様1,995ccのスーパーミラフィオーリが主に輸入され、3速オートマチック付きとなり、後期にはパワーステアリングも装備されたので比較的多くが輸入された。また、型式認定取得が容易になる少数限定枠を利用してレーシングも僅かながら輸入された。

### 後期型(シリーズ3・1980年-1984年)

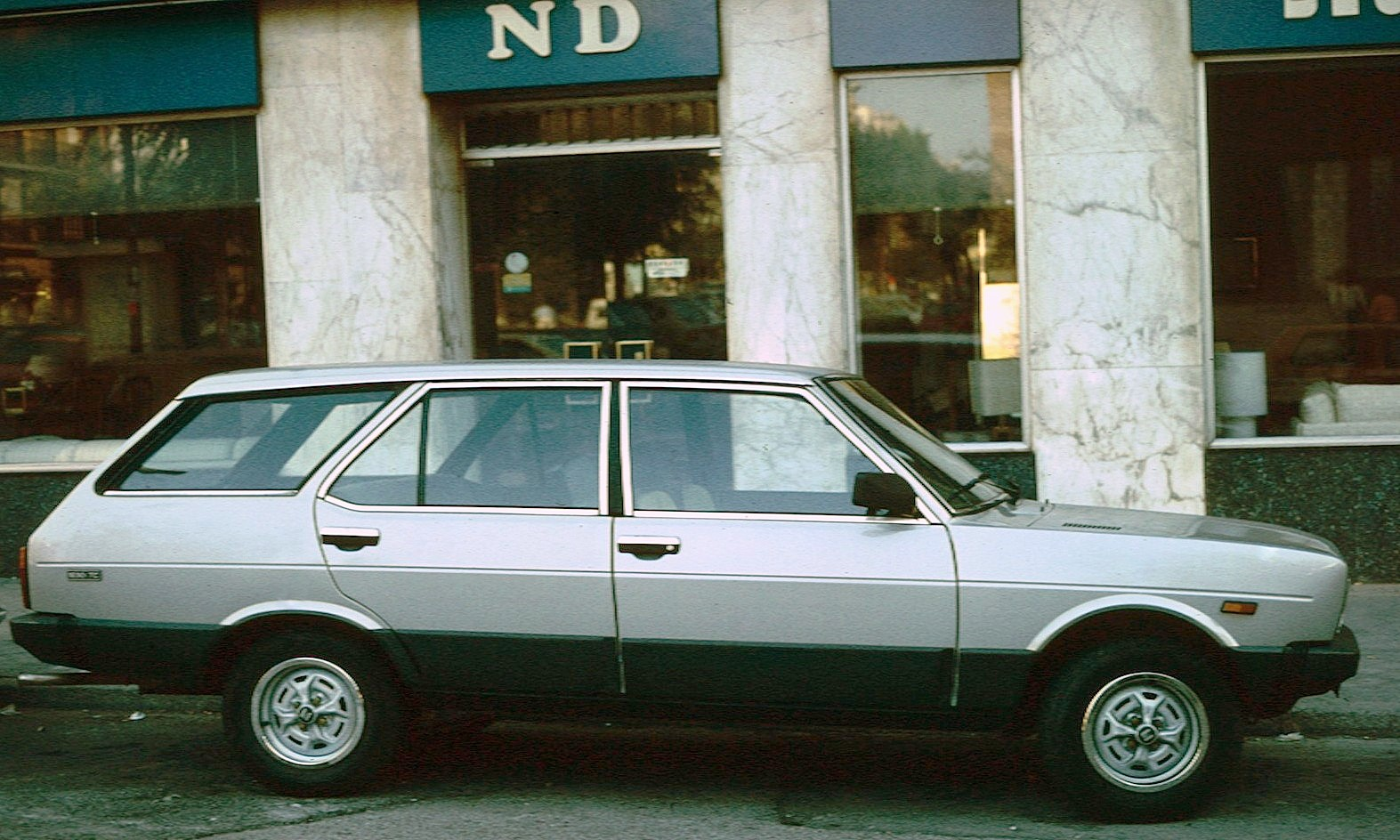
スペイン製セアト131エステート

1980年には再び1981年モデルとしてのマイナーチェンジを受けた。131レーシングは中止され、セダンのスーパーミラフィオーリにも1,995cc DOHCエンジンが装備可能となった。外観上はフィアットの新しい丸いエンブレム(操業当初の形を意識したもの)が、4つの平行四辺形の旧デザインのものに代わってフロントグリル中央に付けられ、CL以上のモデルには太いラバーのプロテクターが車体下部に張り巡らされたことが新しい。また、下位モデルのエンジンはSOHCに改められ、リトモと同じ1,367cc 70馬力、1,585cc 85馬力に変更された。
1981年にはレーシングに代わる2ドアのスポーツモデルとして「131ヴォルメトリーコ・アバルト」が登場した。アバルトが設計したスーパーチャージャーが与えられたエンジンは140馬力となり、1970年代の「131 アバルト・ラリー」に匹敵する出力を得た。同じエンジンはランチア・ベータのセダン(トレヴィ)・クーペにも用いられた。
シリーズ3の時代には日本のフィアット総代理店が再びチェッカーモータース・ジャクスに変わり、両社はリトモ・アバルト130TCなどのアバルト系の小型スポーツモデルを主力に販売したため、131の正規輸入は途絶えた。「131ヴォルメトリーコ・アバルト」は並行輸入で少数が上陸した。
1983年、前輪駆動のリトモをベースにした3ボックスセダン・レガータが登場するとセダンがまず生産中止となり、1985年にレガータのワゴン版「ウイークエンド」が誕生するとワゴン版も消滅した。

## イタリア国外での生産

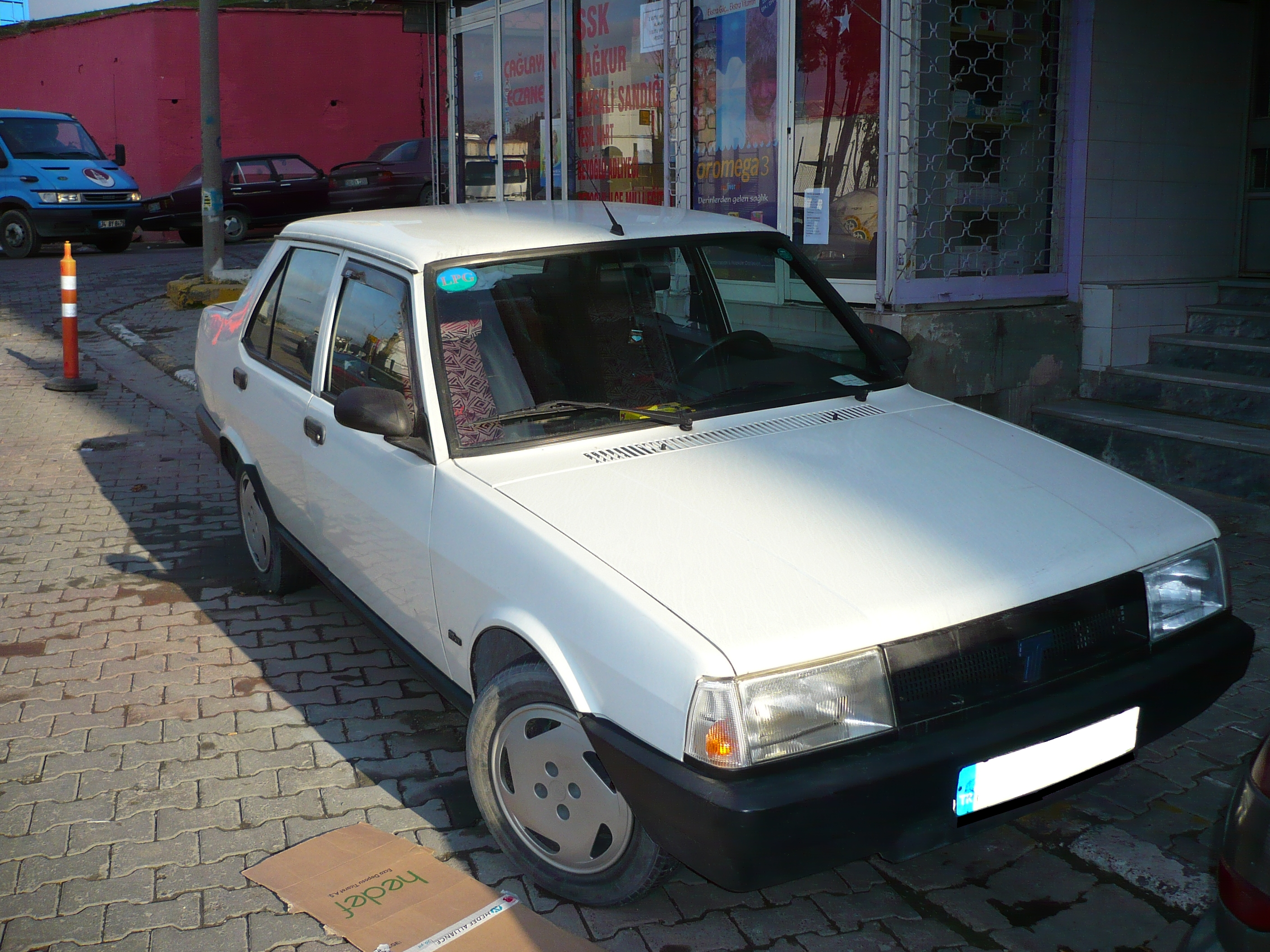
2000年式トファシュ・ムラット 131

海外提携に熱心であった当時のフィアット車らしく、前身の124同様、131は各国でライセンス生産された。スペインではセアトが「セアト・131」として1982年まで生産したが、国内では4ドアセダンのみを販売し、ワゴンは「フィアット・131」の車名で輸出用にのみ生産した。
トルコではトファシュが外観をレガータ風に手直しして「トファシュ・ムラット 131」の名前でセダンのドアン（Doğan ）とワゴンのカルタル（Kartal ）を1990年代まで生産した。更にエジプトのEl Nasrは1991年から、エチオピア のHolland Carでは実に2006年になってから、「Murat 131」のノックダウン生産を開始している。